# Агабабов, Арнольд Рубенович
Арнольд Рубенович Агабабов (7 сентября 1929, Баку, СССР — 29 марта 1999, Ереван, Армения) — советский и армянский кинорежиссёр и сценарист. Заслуженный деятель искусств Армянской ССР (1980).

## Биография
Родился 7 сентября 1929 года в Баку. После окончания средней школы, до службы в армии, работал печатником и радиотехником. В армии на протяжении двух лет писал очерки и рассказы, что определил его дальнейшую судьбу. Одновременно, он работал в должности корреспондента газеты Молодёжь Азербайджана.
В 1960 году поступил на учёбу Высших сценарных курсов при мастерской М. Блеймана, который он окончил в 1962 году. В кинематографе — с 1960 года; с 1975 года начал работу в качестве кинорежиссёра и поставил 4 фильма, остальные 7 фильмов вкупе с четырьмя собственными — в качестве сценариста.
Скончался 29 марта 1999 года в Ереване.

## Фильмография

### Режиссёр
- 1975 — Рыжий самолёт
- 1978 — Аревик (совместно с Аркадием Айрапетяном)
- 1980 — Там, за семью горами
- 1992 — Где ты был, человек божий?

### Сценарист
- 1960 — Рождённая жить
- 1962 — Дорога
- 1965 — Здравствуй, это я!
- 1972 — Возвращение
- 1974 — Ущелье покинутых сказок
- 1975 — Рыжий самолёт
- 1978 — Аревик
- 1980 — Там, за семью горами
- 1982 — Крик павлина
- 1986 — Одинокая орешина
- 1992 — Где ты был, человек божий?